# Рейбёрн, Эмеди
Эмеди Вейлл Рейбёрн младший (англ. Amedee Valle Reyburn, Jr.; 25 марта 1879 — февраль 1920, Сент-Луис) — американский ватерполист и пловец, дважды бронзовый призёр летних Олимпийских игр 1904.
В водном поло на Играх 1904 в Сент-Луисе Рейбёрн выступал за команду этого города в демонстрационном ватерпольном турнире, и его сборная заняла третье место.
Также, Ортвейн соревновался в эстафете 4×50 ярдов вольным стилем. Он занял третье место, выиграв бронзовую медаль.